# Comuna de Waśniów
Waśniów (polaco: Gmina Waśniów) é uma gminy (comuna) na Polónia, na voivodia de Santa Cruz e no condado de Ostrowiecki. A sede do condado é a cidade de Waśniów.
De acordo com os censos de 2004, a comuna tem 7056 habitantes, com uma densidade 63,4 hab/km².

## Área
Estende-se por uma área de 111,29 km², incluindo:
- área agrícola: 81%
- área florestal: 15%

## Demografia
Dados de 30 de Junho de 2004:
|                      | Total   | Total | Mulheres | Mulheres | Homens  | Homens |
| -------------------- | ------- | ----- | -------- | -------- | ------- | ------ |
|                      | pessoas | %     | pessoas  | %        | pessoas | %      |
| População            | 7056    | 100   | 3551     | 50,3     | 3505    | 49,7   |
| Densidade (pop./km²) | 63,4    | 100   | 31,9     | 31,9     | 31,5    | 31,5   |

De acordo com dados de 2005, o rendimento médio per capita ascendia a 1688,04 zł.

## Comunas vizinhas
- Baćkowice, Bodzechów, Kunów, Łagów, Nowa Słupia, Pawłów, Sadowie